# Jacob Heinrich Wilhelm Lehmann
Jacob Heinrich Wilhelm Lehmann (Potsdam, 3 de enero de 1800 - Spandau, 17 de julio de 1863) fue un astrónomo alemán.

## Semblanza
Estudió teología y matemáticas en Halle, Berlín y Gotinga. Tras doctorarse, llegó a ser subrector en el Instituto Joachimsthaler de Berlín y un año después, vicerrector del Instituto de Greifswald. En el otoño de 1828 renunció a este cargo para poder dedicarse a sus trabajos astronómicos.
En 1832 fue nombrado predicador en las localidades brandeburguesas de Derwitz y Krielow, y en 1833 fue profesor particular de matemáticas de Felix Eberty. A partir de 1843, vivió dedicado a la investigación astronómica en Berlín, Potsdam y Spandau.
Sus trabajos astronómicos estuvieron especialmente centrados en el estudio de los cometas, objeto de su tesis doctoral. En 1835 publicó un estudio sobre la trayectoria del cometa Halley y en 1842 un trabajo sobre los eclipses, específicamente centrado en el inminente eclipse solar del 8 de julio de 1842. El trabajo ya estaba impreso cuando se quemó en el incendio de Hamburgo de mayo de 1842, por lo que se vio obligado a editar una segunda edición después del evento. No pudo completar una ambiciosa obra sobre mecánica celeste dedicada al movimiento de los planetas: afectado durante mucho tiempo de una enfermedad pulmonar, murió en 1863 víctima de una hemorragia interna.

## Eponimia
- El cráter lunar Lehmann lleva este nombre en su memoria.[2]
- El cráter de Venus Lehmann también conmemora su nombre.

## Escritos
Lehmann publicó numerosos artículos en las Astronomischen Nachrichten, donde normalmente aparece como autor con el nombre de Wilhelm Lehmann. Pueden citarse:
- Anfangsgründe der höheren Mechanik nach der antiken, rein geometrischen Methode (Berlín, 1831)
- Stehen die alttestamentlichen Offenbarungen über Himmel und Erde in Widerspruch mit den neueren Resultaten der Astronomie und Geognosie, oder stehen sie damit nicht in Widerspruch? (in: Schulblatt für die Provinz Brandenburg  24 (1859) 9/10, p. 526–549)